# Emmanuel Bishay
Emmanuel Bishay (ur. 5 stycznia 1972 w Kom Gharg) – egipski duchowny katolicki Kościoła katolickiego obrządku koptyjskiego. Biskup Luksoru od 2016, wizytator apostolski dla katolików obrządku koptyjskiego w Europie od 2022.

## Życiorys

### Prezbiterat
25 września 1995 otrzymał święcenia kapłańskie i został inkardynowany do eparchii Sauhadżu. Był m.in. wykładowcą w seminarium w Maadi oraz proboszczem parafii katedralnej. W 2003 rozpoczął pracę w Kongregacji ds. Kościołów Wschodnich.

### Episkopat
Został wybrany kanonicznie biskupem Luksoru przez synod Kościoła katolickiego obrządku koptyjskiego. 16 kwietnia 2016 wybór ten został zatwierdzony przez papieża Franciszka. W momencie wyboru przybrał imię Emmanuel. Sakry udzielił mu 10 czerwca 2016 patriarcha aleksandryjski Kościoła koptyjskiego – Ibrahim Isaac Sidrak.
30 września 2022 papież Franciszek nominował go na urząd wizytatora apostolskiego dla katolików obrządku koptyjskiego w Europie.